# Aradus shermani
Aradus shermani är en insektsart som beskrevs av Heidemann 1907. Aradus shermani ingår i släktet Aradus och familjen barkskinnbaggar. Inga underarter finns listade i Catalogue of Life.